# Alexandre Slobodyanik
Alexandre Slobodyanik, né le 5 novembre 1941 à Kiev, et décédé le 10 août 2008 dans le New Jersey, est un pianiste américain d'origine ukrainienne.

## Biographie
Fils d'un psychiatre et d'une pianiste, il suit à partir de 15 ans l'enseignement de Vera Gornostaïeva (en), puis de Heinrich Neuhaus. Sviatoslav Richter l'aida à faire ses débuts à l'Ouest. En 1968, il se produit au Carnegie Hall où il est encensé par les critiques. Par la suite il joue régulièrement aux États-Unis jusqu'à la rupture des accords culturels avec l'Union soviétique en 1979. Il y revient après 9 ans d'absence en 1988 et s'y installe définitivement l'année suivante.
Son fils Alex est également pianiste.
Il décède le 10 août 2008, à l'âge de 66 ans d'une méningite.